# Mubadala Silicon Valley Classic 2018
Il Mubadala Silicon Valley Classic 2018 è stato un torneo di tennis giocato sul cemento. È stata la 48ª edizione del Mubadala Silicon Valley Classic, che fa parte della categoria Premier nell'ambito del WTA Tour 2018. Si è giocato al San Jose State University Tennis Center di San Jose, in California, dal 30 luglio al 5 agosto 2018.

## Partecipanti

### Teste di serie
| Nazionalità | Giocatrice         | Ranking* | Testa di serie |
| ----------- | ------------------ | -------- | -------------- |
| Spagna      | Garbiñe Muguruza   | 7        | 1              |
| Stati Uniti | Madison Keys       | 12       | 2              |
| Stati Uniti | Venus Williams     | 14       | 3              |
| Belgio      | Elise Mertens      | 15       | 4              |
| Romania     | Mihaela Buzărnescu | 24       | 5              |
| Stati Uniti | Serena Williams    | 27       | 6              |
| Cina        | Zhang Shuai        | 32       | 7              |
| Ungheria    | Tímea Babos        | 39       | 8              |

* Ranking al 23 luglio 2018.

### Altre partecipanti
Le seguenti giocatrici hanno ricevuto una wild card per il tabellone principale:
- Ashley Kratzer
- Claire Liu
- Garbiñe Muguruza
- Venus Williams

La seguente giocatrice è entrata in tabellone con il ranking protetto:
- Serena Williams

Le seguenti giocatrici sono passate dalle qualificazioni:

- Amanda Anisimova
- Verónica Cepede Royg
- Georgina García Pérez
- Danielle Lao

### Ritiri
Prima del torneo
- Catherine Bellis → sostituita da  Kateryna Bondarenko
- Polona Hercog → sostituita da  Sofia Kenin
- Madison Keys → sostituita da  Magdalena Fręch
- Garbiñe Muguruza → sostituita da  Anna Blinkova
- Anastasija Pavljučenkova → sostituita da  Heather Watson
- Marija Šarapova → sostituita da  Viktoryja Azaranka
- Coco Vandeweghe → sostituita da  Christina McHale

Durante il torneo
- Viktoryja Azaranka

## Campionesse

### Singolare
Mihaela Buzărnescu ha battuto in finale  Maria Sakkarī con il punteggio di 6–1, 6–0.
- È il primo titolo in carriera per Buzărnescu.

### Doppio
Latisha Chan /  Květa Peschke hanno battuto in finale  Ljudmyla Kičenok /  Nadežda Kičenok con il punteggio di 6–4, 6–1.